# Relax, Take It Easy
Relax, Take It Easy (englisch für „Entspann dich, nimm es gelassen“)  ist ein Lied des libanesisch-britischen Popsängers Mika aus dem Jahr 2006.

## Entstehung und Veröffentlichung
Das Lied wurde vom Interpreten selbst, zusammen mit dem Koautoren Nick van Eede, getextet beziehungsweise komponiert. Mika zeichnete zudem mit Greg Wells für die Produktion verantwortlich.
Die Erstveröffentlichung von Relax, Take It Easy erfolgte als Single am 2. Oktober 2006 bei Casablanca Records. Diese erschien weltweit in verschiedenen CD-Ausführungen, die sich durch die Anzahl und Auswahl der B-Seiten unterscheiden. Am 5. Februar 2007 erschien das Lied als Teil von Mikas Debütalbum Life in Cartoon Motion (Katalognummer: 1717335), dessen erste Singleauskopplung es ist.

## Inhalt
Im Lied geht es um das lyrische Ich, das seinem Gegenüber zuredet, alles entspannt zu sehen, denn man könne ja sowieso nichts ändern. („Relax, take it easy. For there is nothing that we can do. Relax, take it easy. Blame it on me or blame it on you“).

## Musikvideo
Das dazugehörige Musikvideo zeigt einen blauen Hintergrund mit Zeichnungen, die auf Mikas Liedern basieren und die mit auf seinem Debütalbum enthaltenen Titeln Lollipop Girl, Big Girl und Billy Brown konnotieren. Es werden auch bunte Comic-Verstärkerkabel und Auszüge von einem Konzert von Mika in Europa gezeigt. Diese Version wurde weltweit auf dem amerikanischen Fernsehsender VH1 ausgestrahlt. Bis Juli 2024 verzeichnete das Video über 168 Millionen Aufrufe auf der Videoplattform YouTube.

## Rezeption

### Chartplatzierungen
| ChartsChartplatzierungen     | Höchstplatzierung | Wochen |
| ---------------------------- | ----------------- | ------ |
| Deutschland (GfK)            | 4 (30 Wo.)        | 30     |
| Österreich (Ö3)              | 3 (25 Wo.)        | 25     |
| Schweiz (IFPI)               | 2 (75 Wo.)        | 75     |
| Vereinigtes Königreich (OCC) | 18 (21 Wo.)       | 21     |

| ChartsJahrescharts (2007) | Platzierung |
| ------------------------- | ----------- |
| Deutschland (GfK)         | 26          |
| Österreich (Ö3)           | 13          |
| Schweiz (IFPI)            | 5           |

| ChartsJahrescharts (2008) | Platzierung |
| ------------------------- | ----------- |
| Schweiz (IFPI)            | 71          |

### Auszeichnungen für Musikverkäufe
| Land/Region                  | Auszeichnungen für Musikverkäufe (Land/Region, Auszeichnung, Verkäufe) | Verkäufe |
| ---------------------------- | ---------------------------------------------------------------------- | -------- |
| Belgien (BRMA)               | Platin                                                                 | 50.000   |
| Dänemark (IFPI)              | Platin                                                                 | 15.000   |
| Deutschland (BVMI)           | Platin                                                                 | 300.000  |
| Finnland (IFPI)              | —                                                                      | 4.870    |
| Italien (FIMI)               | Gold                                                                   | 42.500   |
| Spanien (Promusicae)         | 2× Platin                                                              | 40.000   |
| Vereinigtes Königreich (BPI) | Silber                                                                 | 200.000  |
| Insgesamt                    | 1× Silber · 1× Gold · 5× Platin ·                                      | 652.370  |

Hauptartikel: Mika (Musiker)/Auszeichnungen für Musikverkäufe